# Cueta pusilla
Cueta pusilla is een insect uit de familie van de mierenleeuwen (Myrmeleontidae), die tot de orde netvleugeligen (Neuroptera) behoort. 
Cueta pusilla is voor het eerst wetenschappelijk beschreven door Hölzel in 1983.